# Voleibol nos Jogos Olímpicos de Verão de 2024 - Feminino
O torneio feminino de voleibol nos Jogos Olímpicos de Verão de 2024 foi realizado entre 27 de julho e 10 de agosto com todas as partidas sendo disputadas na Arena 1 Paris Sul, situada no Paris Expo Porte de Versailles, centro de exposições e convenções localizado em Paris.

## Medalhistas
|  | ITA Itália |  | USA Estados Unidos |  | BRA Brasil |
|  | Marina Lubian Carlotta Cambi Ilaria Spirito Monica De Gennaro Alessia Orro Caterina Bosetti Anna Danesi Myriam Sylla Paola Egonu Sarah Fahr Loveth Omoruyi Ekaterina Antropova Gaia Giovannini |  | Micha Hancock Jordyn Poulter Avery Skinner Justine Wong-Orantes Lauren Carlini Jordan Larson Andrea Drews Jordan Thompson Haleigh Washington Dana Rettke Kathryn Plummer Kelsey Robinson Chiaka Ogbogu |  | Nyeme Costa Diana Alecrim Macris Carneiro Thaísa Menezes Rosamaria Montibeller Roberta Ratzke Gabi Guimarães Ana Cristina de Souza Natália Araújo Ana Carolina da Silva Júlia Bergmann Tainara Santos Lorenne Teixeira |

## Calendário
| FG | Fase de grupos | QF | Quartas de final | SF | Semifinal | B | Disputa pelo bronze | F | Final |

| DataEvento | Sáb 27 jul | Dom 28 jul | Seg 29 jul | Ter 30 jul | Qua 31 jul | Qui 1 ago | Sex 2 ago | Sáb 3 ago | Dom 4 ago | Seg 5 ago | Ter 6 ago | Qua 7 ago | Qui 8 ago | Sex 9 ago | Sáb 10 ago | Dom 11 ago |
| ---------- | ---------- | ---------- | ---------- | ---------- | ---------- | --------- | --------- | --------- | --------- | --------- | --------- | --------- | --------- | --------- | ---------- | ---------- |
| Feminino   |            | FG         | FG         |            | FG         | FG        |           | FG        | FG        |           | QF        |           | SF        |           | B          | F          |

## Qualificação
Doze equipes se classificaram para o torneio feminino de voleibol.
| Método               | Data                      | Local   | Local   | Vagas | Classificados        | Última participação |
| -------------------- | ------------------------- | ------- | ------- | ----- | -------------------- | ------------------- |
| País-sede            | 1 de setembro de 2022     | —       | —       | 1     | França               | Estreante           |
| Torneio Pré-Olímpico | 16–24 de setembro de 2023 | Grupo A | China   | 2     | República Dominicana | Tóquio 2020         |
| Torneio Pré-Olímpico | 16–24 de setembro de 2023 | Grupo A | China   | 2     | Sérvia               | Tóquio 2020         |
| Torneio Pré-Olímpico | 16–24 de setembro de 2023 | Grupo B | Tóquio  | 2     | Turquia              | Tóquio 2020         |
| Torneio Pré-Olímpico | 16–24 de setembro de 2023 | Grupo B | Tóquio  | 2     | Brasil               | Tóquio 2020         |
| Torneio Pré-Olímpico | 16–24 de setembro de 2023 | Grupo C | Polónia | 2     | Estados Unidos       | Tóquio 2020         |
| Torneio Pré-Olímpico | 16–24 de setembro de 2023 | Grupo C | Polónia | 2     | Polônia              | Pequim 2008         |
| Ranking da FIVB      | 17 de junho de 2024       | —       | —       | 5     | Itália               | Tóquio 2020         |
| Ranking da FIVB      | 17 de junho de 2024       | —       | —       | 5     | China                | Tóquio 2020         |
| Ranking da FIVB      | 17 de junho de 2024       | —       | —       | 5     | Japão                | Tóquio 2020         |
| Ranking da FIVB      | 17 de junho de 2024       | —       | —       | 5     | Países Baixos        | Rio 2016            |
| Ranking da FIVB      | 17 de junho de 2024       | —       | —       | 5     | Quênia               | Tóquio 2020         |
| Total                | Total                     | Total   | Total   | 12    |                      |                     |

## Formato
Numa mudança de formato com relação a edições anteriores dos Jogos Olímpicos, a competição se inicia com uma fase preliminar na qual as doze equipes foram divididas em três grupos de quatro equipes cada, e todas as equipes do grupo se enfrentam (entre 1972 e 2020 as equipes eram divididas em dois grupos de seis). As duas primeiras colocadas de cada grupo, juntamente com os dois melhores terceiros colocados, se classificam para a fase eliminatória, que segue o formato de eliminação simples. Os vencedores das quartas de final avançam para as semifinais, enquanto os perdedores são eliminados. Os vencedores das semifinais disputam a medalha de ouro, e os perdedores competem pela medalha de bronze.

## Sorteio
As doze equipes qualificadas foram alocadas de acordo com sua posição no Ranking Mundial da FIVB de 24 de junho de 2024. Como equipe anfitriã, a França foi colocada como cabeça de chave do Grupo A. As duas equipes melhores colocadas do ranking foram colocadas no topo dos Grupos B e C, respectivamente. As nove equipes restantes foram distribuídas em três potes de três equipes cada, com base em sua posição no ranking e sorteadas linha por linha, aplicando o sistema serpentina. O sorteio ocorreu em 26 de junho de 2024. Entre parêntesis estão a posição de cada seleção no ranking.
Potes
| Cabeças de chave                            | Pote 1                                         | Pote 2                                    | Pote 3                                               |
| ------------------------------------------- | ---------------------------------------------- | ----------------------------------------- | ---------------------------------------------------- |
| França (sede, 19) · Brasil (1) · Itália (2) | Turquia (3) · Polônia (4) · Estados Unidos (5) | China (6) · Japão (7) · Países Baixos (8) | Sérvia (9) · República Dominicana (11) · Quênia (20) |

## Árbitros
Os seguintes árbitros foram selecionados para a competição:
- ARG Karina Rene
- BRA Angela Grass
- BUL Ivaylo Ivanov
- CAN Scott Dziewirz
- CHN Wang Ziling
- DOM Denny Cespedes
- EGY Wael Kandil
- FRA Fabrice Collados
- GRE Epaminondas Gerothodoros
- ITA Stefano Cesare
- JPN Sumie Myoi
- POL Wojciech Maroszek
- SVK Juraj Mokrý
- SUI Vladimir Simonovic
- TUR Nurper Özbar
- UAE Hamid Al-Rousi

## Fase de grupos

### Critérios de desempate
1. Número de vitórias;
2. Pontos;
3. Razão de sets;
4. Razão de pontos;
5. Resultado da última partida entre os times empatados.

- Placar de 3–0 ou 3–1: 3 pontos para o vencedor, nenhum para o perdedor;
- Placar de 3–2: 2 pontos para o vencedor, 1 para o perdedor.[4]

|  | Classificadas às quartas de final               |
|  | Classificadas como melhores terceiras colocadas |

Todas as partidas seguem o fuso horário local (UTC+2).

### Grupo A
|     |                |     | Jogos | Jogos | Jogos | Resultados | Resultados | Resultados | Resultados | Resultados | Resultados | Sets | Sets | Sets  | Pontos | Pontos | Pontos |
| Pos | Equipe         | Pts | T     | V     | D     | 3–0        | 3–1        | 3–2        | 2–3        | 1–3        | 0–3        | V    | P    | R     | V      | P      | R      |
| --- | -------------- | --- | ----- | ----- | ----- | ---------- | ---------- | ---------- | ---------- | ---------- | ---------- | ---- | ---- | ----- | ------ | ------ | ------ |
| 1   | China          | 8   | 3     | 3     | 0     | 1          | 1          | 1          | 0          | 0          | 0          | 9    | 3    | 3,000 | 277    | 249    | 1.112  |
| 2   | Estados Unidos | 6   | 3     | 2     | 1     | 1          | 0          | 1          | 1          | 0          | 0          | 8    | 5    | 1.600 | 286    | 278    | 1.029  |
| 3   | Sérvia         | 4   | 3     | 1     | 2     | 1          | 0          | 0          | 1          | 1          | 0          | 6    | 6    | 1,000 | 271    | 257    | 1.054  |
| 4   | França         | 0   | 3     | 0     | 3     | 0          | 0          | 0          | 0          | 0          | 3          | 0    | 9    | 0,000 | 183    | 233    | 0.785  |

| 29 de julho 17:00 Relatório: Relatório Estatísticas | Estados Unidos | 2 – 3 | China | Arena 1 Paris Sul, Paris Público: 9 434 Árbitro(s): JPN Sumie Myoi ARG Karina Rene |
| 29 de julho 17:00 Relatório: Relatório Estatísticas | 20             | Set 1 | 25    | Arena 1 Paris Sul, Paris Público: 9 434 Árbitro(s): JPN Sumie Myoi ARG Karina Rene |
| 29 de julho 17:00 Relatório: Relatório Estatísticas | 19             | Set 2 | 25    | Arena 1 Paris Sul, Paris Público: 9 434 Árbitro(s): JPN Sumie Myoi ARG Karina Rene |
| 29 de julho 17:00 Relatório: Relatório Estatísticas | 25             | Set 3 | 17    | Arena 1 Paris Sul, Paris Público: 9 434 Árbitro(s): JPN Sumie Myoi ARG Karina Rene |
| 29 de julho 17:00 Relatório: Relatório Estatísticas | 25             | Set 4 | 20    | Arena 1 Paris Sul, Paris Público: 9 434 Árbitro(s): JPN Sumie Myoi ARG Karina Rene |
| 29 de julho 17:00 Relatório: Relatório Estatísticas | 13             | Set 5 | 15    | Arena 1 Paris Sul, Paris Público: 9 434 Árbitro(s): JPN Sumie Myoi ARG Karina Rene |

| 29 de julho 21:00 Relatório: Relatório Estatísticas | França | 0 – 3 | Sérvia | Arena 1 Paris Sul, Paris Público: 9 350 Árbitro(s): TUR Nurper Özbar GRE Epaminondas Gerothodoros |
| 29 de julho 21:00 Relatório: Relatório Estatísticas | 17     | Set 1 | 25     | Arena 1 Paris Sul, Paris Público: 9 350 Árbitro(s): TUR Nurper Özbar GRE Epaminondas Gerothodoros |
| 29 de julho 21:00 Relatório: Relatório Estatísticas | 17     | Set 2 | 25     | Arena 1 Paris Sul, Paris Público: 9 350 Árbitro(s): TUR Nurper Özbar GRE Epaminondas Gerothodoros |
| 29 de julho 21:00 Relatório: Relatório Estatísticas | 22     | Set 3 | 25     | Arena 1 Paris Sul, Paris Público: 9 350 Árbitro(s): TUR Nurper Özbar GRE Epaminondas Gerothodoros |
| 29 de julho 21:00 Relatório: Relatório Estatísticas | Set 4  |       |        | Arena 1 Paris Sul, Paris Público: 9 350 Árbitro(s): TUR Nurper Özbar GRE Epaminondas Gerothodoros |
| 29 de julho 21:00 Relatório: Relatório Estatísticas | Set 5  |       |        | Arena 1 Paris Sul, Paris Público: 9 350 Árbitro(s): TUR Nurper Özbar GRE Epaminondas Gerothodoros |

| 31 de julho 17:00 Relatório: Relatório Estatísticas | Estados Unidos | 3 – 2 | Sérvia | Arena 1 Paris Sul, Paris Público: 9 384 Árbitro(s): SVK Juraj Mokrý ARG Karina Rene |
| 31 de julho 17:00 Relatório: Relatório Estatísticas | 25             | Set 1 | 17     | Arena 1 Paris Sul, Paris Público: 9 384 Árbitro(s): SVK Juraj Mokrý ARG Karina Rene |
| 31 de julho 17:00 Relatório: Relatório Estatísticas | 25             | Set 2 | 20     | Arena 1 Paris Sul, Paris Público: 9 384 Árbitro(s): SVK Juraj Mokrý ARG Karina Rene |
| 31 de julho 17:00 Relatório: Relatório Estatísticas | 20             | Set 3 | 25     | Arena 1 Paris Sul, Paris Público: 9 384 Árbitro(s): SVK Juraj Mokrý ARG Karina Rene |
| 31 de julho 17:00 Relatório: Relatório Estatísticas | 14             | Set 4 | 25     | Arena 1 Paris Sul, Paris Público: 9 384 Árbitro(s): SVK Juraj Mokrý ARG Karina Rene |
| 31 de julho 17:00 Relatório: Relatório Estatísticas | 17             | Set 5 | 15     | Arena 1 Paris Sul, Paris Público: 9 384 Árbitro(s): SVK Juraj Mokrý ARG Karina Rene |

| 1 de agosto 21:00 Relatório: Relatório Estatísticas | França | 0 – 3 | China | Arena 1 Paris Sul, Paris Público: 9 434 Árbitro(s): EGY Wael Kandil BUL Ivaylo Ivanov |
| 1 de agosto 21:00 Relatório: Relatório Estatísticas | 18     | Set 1 | 25    | Arena 1 Paris Sul, Paris Público: 9 434 Árbitro(s): EGY Wael Kandil BUL Ivaylo Ivanov |
| 1 de agosto 21:00 Relatório: Relatório Estatísticas | 16     | Set 2 | 25    | Arena 1 Paris Sul, Paris Público: 9 434 Árbitro(s): EGY Wael Kandil BUL Ivaylo Ivanov |
| 1 de agosto 21:00 Relatório: Relatório Estatísticas | 19     | Set 3 | 25    | Arena 1 Paris Sul, Paris Público: 9 434 Árbitro(s): EGY Wael Kandil BUL Ivaylo Ivanov |
| 1 de agosto 21:00 Relatório: Relatório Estatísticas | Set 4  |       |       | Arena 1 Paris Sul, Paris Público: 9 434 Árbitro(s): EGY Wael Kandil BUL Ivaylo Ivanov |
| 1 de agosto 21:00 Relatório: Relatório Estatísticas | Set 5  |       |       | Arena 1 Paris Sul, Paris Público: 9 434 Árbitro(s): EGY Wael Kandil BUL Ivaylo Ivanov |

| 4 de agosto 13:00 Relatório: Relatório Estatísticas | França | 0 – 3 | Estados Unidos | Arena 1 Paris Sul, Paris Público: 9 402 Árbitro(s): BUL Ivaylo Ivanov CAN Scott Dziewirz |
| 4 de agosto 13:00 Relatório: Relatório Estatísticas | 27     | Set 1 | 29             | Arena 1 Paris Sul, Paris Público: 9 402 Árbitro(s): BUL Ivaylo Ivanov CAN Scott Dziewirz |
| 4 de agosto 13:00 Relatório: Relatório Estatísticas | 27     | Set 2 | 29             | Arena 1 Paris Sul, Paris Público: 9 402 Árbitro(s): BUL Ivaylo Ivanov CAN Scott Dziewirz |
| 4 de agosto 13:00 Relatório: Relatório Estatísticas | 20     | Set 3 | 25             | Arena 1 Paris Sul, Paris Público: 9 402 Árbitro(s): BUL Ivaylo Ivanov CAN Scott Dziewirz |
| 4 de agosto 13:00 Relatório: Relatório Estatísticas | Set 4  |       |                | Arena 1 Paris Sul, Paris Público: 9 402 Árbitro(s): BUL Ivaylo Ivanov CAN Scott Dziewirz |
| 4 de agosto 13:00 Relatório: Relatório Estatísticas | Set 5  |       |                | Arena 1 Paris Sul, Paris Público: 9 402 Árbitro(s): BUL Ivaylo Ivanov CAN Scott Dziewirz |

| 4 de agosto 17:00 Relatório: Relatório Estatísticas | China | 3 – 1 | Sérvia | Arena 1 Paris Sul, Paris Público: 9 395 Árbitro(s): ARG Karina Rene BRA Angela Grass |
| 4 de agosto 17:00 Relatório: Relatório Estatísticas | 21    | Set 1 | 25     | Arena 1 Paris Sul, Paris Público: 9 395 Árbitro(s): ARG Karina Rene BRA Angela Grass |
| 4 de agosto 17:00 Relatório: Relatório Estatísticas | 25    | Set 2 | 20     | Arena 1 Paris Sul, Paris Público: 9 395 Árbitro(s): ARG Karina Rene BRA Angela Grass |
| 4 de agosto 17:00 Relatório: Relatório Estatísticas | 25    | Set 3 | 22     | Arena 1 Paris Sul, Paris Público: 9 395 Árbitro(s): ARG Karina Rene BRA Angela Grass |
| 4 de agosto 17:00 Relatório: Relatório Estatísticas | 29    | Set 4 | 27     | Arena 1 Paris Sul, Paris Público: 9 395 Árbitro(s): ARG Karina Rene BRA Angela Grass |
| 4 de agosto 17:00 Relatório: Relatório Estatísticas | Set 5 |       |        | Arena 1 Paris Sul, Paris Público: 9 395 Árbitro(s): ARG Karina Rene BRA Angela Grass |

### Grupo B
|     |         |     | Jogos | Jogos | Jogos | Resultados | Resultados | Resultados | Resultados | Resultados | Resultados | Sets | Sets | Sets  | Pontos | Pontos | Pontos |
| Pos | Equipe  | Pts | T     | V     | D     | 3–0        | 3–1        | 3–2        | 2–3        | 1–3        | 0–3        | V    | P    | R     | V      | P      | R      |
| --- | ------- | --- | ----- | ----- | ----- | ---------- | ---------- | ---------- | ---------- | ---------- | ---------- | ---- | ---- | ----- | ------ | ------ | ------ |
| 1   | Brasil  | 9   | 3     | 3     | 0     | 3          | 0          | 0          | 0          | 0          | 0          | 9    | 0    | MAX   | 238    | 165    | 1.442  |
| 2   | Polônia | 6   | 3     | 2     | 1     | 1          | 1          | 0          | 0          | 0          | 1          | 6    | 4    | 1.500 | 244    | 230    | 1.061  |
| 3   | Japão   | 3   | 3     | 1     | 2     | 1          | 0          | 0          | 0          | 1          | 1          | 4    | 6    | 0.667 | 226    | 224    | 1.009  |
| 4   | Quênia  | 0   | 3     | 0     | 3     | 0          | 0          | 0          | 0          | 0          | 3          | 0    | 9    | 0,000 | 136    | 225    | 0.604  |

| 28 de julho 13:00 Relatório: Relatório Estatísticas | Polônia | 3 – 1 | Japão | Arena 1 Paris Sul, Paris Público: 9 162 Árbitro(s): ARG Karina Rene CHN Wang Ziling |
| 28 de julho 13:00 Relatório: Relatório Estatísticas | 20      | Set 1 | 25    | Arena 1 Paris Sul, Paris Público: 9 162 Árbitro(s): ARG Karina Rene CHN Wang Ziling |
| 28 de julho 13:00 Relatório: Relatório Estatísticas | 25      | Set 2 | 22    | Arena 1 Paris Sul, Paris Público: 9 162 Árbitro(s): ARG Karina Rene CHN Wang Ziling |
| 28 de julho 13:00 Relatório: Relatório Estatísticas | 25      | Set 3 | 23    | Arena 1 Paris Sul, Paris Público: 9 162 Árbitro(s): ARG Karina Rene CHN Wang Ziling |
| 28 de julho 13:00 Relatório: Relatório Estatísticas | 28      | Set 4 | 26    | Arena 1 Paris Sul, Paris Público: 9 162 Árbitro(s): ARG Karina Rene CHN Wang Ziling |
| 28 de julho 13:00 Relatório: Relatório Estatísticas | Set 5   |       |       | Arena 1 Paris Sul, Paris Público: 9 162 Árbitro(s): ARG Karina Rene CHN Wang Ziling |

| 29 de julho 13:00 Relatório: Relatório Estatísticas | Brasil | 3 – 0 | Quênia | Arena 1 Paris Sul, Paris Público: 9 275 Árbitro(s): CHN Wang Ziling SVK Juraj Mokrý |
| 29 de julho 13:00 Relatório: Relatório Estatísticas | 25     | Set 1 | 14     | Arena 1 Paris Sul, Paris Público: 9 275 Árbitro(s): CHN Wang Ziling SVK Juraj Mokrý |
| 29 de julho 13:00 Relatório: Relatório Estatísticas | 25     | Set 2 | 13     | Arena 1 Paris Sul, Paris Público: 9 275 Árbitro(s): CHN Wang Ziling SVK Juraj Mokrý |
| 29 de julho 13:00 Relatório: Relatório Estatísticas | 25     | Set 3 | 12     | Arena 1 Paris Sul, Paris Público: 9 275 Árbitro(s): CHN Wang Ziling SVK Juraj Mokrý |
| 29 de julho 13:00 Relatório: Relatório Estatísticas | Set 4  |       |        | Arena 1 Paris Sul, Paris Público: 9 275 Árbitro(s): CHN Wang Ziling SVK Juraj Mokrý |
| 29 de julho 13:00 Relatório: Relatório Estatísticas | Set 5  |       |        | Arena 1 Paris Sul, Paris Público: 9 275 Árbitro(s): CHN Wang Ziling SVK Juraj Mokrý |

| 31 de julho 21:00 Relatório: Relatório Estatísticas | Polônia | 3 – 0 | Quênia | Arena 1 Paris Sul, Paris Público: 9 447 Árbitro(s): BRA Angela Grass EGY Wael Kandil |
| 31 de julho 21:00 Relatório: Relatório Estatísticas | 25      | Set 1 | 14     | Arena 1 Paris Sul, Paris Público: 9 447 Árbitro(s): BRA Angela Grass EGY Wael Kandil |
| 31 de julho 21:00 Relatório: Relatório Estatísticas | 25      | Set 2 | 17     | Arena 1 Paris Sul, Paris Público: 9 447 Árbitro(s): BRA Angela Grass EGY Wael Kandil |
| 31 de julho 21:00 Relatório: Relatório Estatísticas | 25      | Set 3 | 15     | Arena 1 Paris Sul, Paris Público: 9 447 Árbitro(s): BRA Angela Grass EGY Wael Kandil |
| 31 de julho 21:00 Relatório: Relatório Estatísticas | Set 4   |       |        | Arena 1 Paris Sul, Paris Público: 9 447 Árbitro(s): BRA Angela Grass EGY Wael Kandil |
| 31 de julho 21:00 Relatório: Relatório Estatísticas | Set 5   |       |        | Arena 1 Paris Sul, Paris Público: 9 447 Árbitro(s): BRA Angela Grass EGY Wael Kandil |

| 1 de agosto 13:00 Relatório: Relatório Estatísticas | Brasil | 3 – 0 | Japão | Arena 1 Paris Sul, Paris Público: 9 410 Árbitro(s): GRE Epaminondas Gerothodoros TUR Nurper Özbar |
| 1 de agosto 13:00 Relatório: Relatório Estatísticas | 25     | Set 1 | 20    | Arena 1 Paris Sul, Paris Público: 9 410 Árbitro(s): GRE Epaminondas Gerothodoros TUR Nurper Özbar |
| 1 de agosto 13:00 Relatório: Relatório Estatísticas | 25     | Set 2 | 17    | Arena 1 Paris Sul, Paris Público: 9 410 Árbitro(s): GRE Epaminondas Gerothodoros TUR Nurper Özbar |
| 1 de agosto 13:00 Relatório: Relatório Estatísticas | 25     | Set 3 | 18    | Arena 1 Paris Sul, Paris Público: 9 410 Árbitro(s): GRE Epaminondas Gerothodoros TUR Nurper Özbar |
| 1 de agosto 13:00 Relatório: Relatório Estatísticas | Set 4  |       |       | Arena 1 Paris Sul, Paris Público: 9 410 Árbitro(s): GRE Epaminondas Gerothodoros TUR Nurper Özbar |
| 1 de agosto 13:00 Relatório: Relatório Estatísticas | Set 5  |       |       | Arena 1 Paris Sul, Paris Público: 9 410 Árbitro(s): GRE Epaminondas Gerothodoros TUR Nurper Özbar |

| 3 de agosto 13:00 Relatório: Relatório Estatísticas | Japão | 3 – 0 | Quênia | Arena 1 Paris Sul, Paris Público: 9 439 Árbitro(s): UAE Hamid Al-Rousi BRA Angela Grass |
| 3 de agosto 13:00 Relatório: Relatório Estatísticas | 25    | Set 1 | 17     | Arena 1 Paris Sul, Paris Público: 9 439 Árbitro(s): UAE Hamid Al-Rousi BRA Angela Grass |
| 3 de agosto 13:00 Relatório: Relatório Estatísticas | 25    | Set 2 | 22     | Arena 1 Paris Sul, Paris Público: 9 439 Árbitro(s): UAE Hamid Al-Rousi BRA Angela Grass |
| 3 de agosto 13:00 Relatório: Relatório Estatísticas | 25    | Set 3 | 12     | Arena 1 Paris Sul, Paris Público: 9 439 Árbitro(s): UAE Hamid Al-Rousi BRA Angela Grass |
| 3 de agosto 13:00 Relatório: Relatório Estatísticas | Set 4 |       |        | Arena 1 Paris Sul, Paris Público: 9 439 Árbitro(s): UAE Hamid Al-Rousi BRA Angela Grass |
| 3 de agosto 13:00 Relatório: Relatório Estatísticas | Set 5 |       |        | Arena 1 Paris Sul, Paris Público: 9 439 Árbitro(s): UAE Hamid Al-Rousi BRA Angela Grass |

| 4 de agosto 21:00 Relatório: Relatório Estatísticas | Brasil | 3 – 0 | Polônia | Arena 1 Paris Sul, Paris Público: 9 505 Árbitro(s): FRA Fabrice Collados DOM Denny Cespedes |
| 4 de agosto 21:00 Relatório: Relatório Estatísticas | 25     | Set 1 | 21      | Arena 1 Paris Sul, Paris Público: 9 505 Árbitro(s): FRA Fabrice Collados DOM Denny Cespedes |
| 4 de agosto 21:00 Relatório: Relatório Estatísticas | 38     | Set 2 | 36      | Arena 1 Paris Sul, Paris Público: 9 505 Árbitro(s): FRA Fabrice Collados DOM Denny Cespedes |
| 4 de agosto 21:00 Relatório: Relatório Estatísticas | 25     | Set 3 | 14      | Arena 1 Paris Sul, Paris Público: 9 505 Árbitro(s): FRA Fabrice Collados DOM Denny Cespedes |
| 4 de agosto 21:00 Relatório: Relatório Estatísticas | Set 4  |       |         | Arena 1 Paris Sul, Paris Público: 9 505 Árbitro(s): FRA Fabrice Collados DOM Denny Cespedes |
| 4 de agosto 21:00 Relatório: Relatório Estatísticas | Set 5  |       |         | Arena 1 Paris Sul, Paris Público: 9 505 Árbitro(s): FRA Fabrice Collados DOM Denny Cespedes |

### Grupo C
|     |                      |     | Jogos | Jogos | Jogos | Resultados | Resultados | Resultados | Resultados | Resultados | Resultados | Sets | Sets | Sets  | Pontos | Pontos | Pontos |
| Pos | Equipe               | Pts | T     | V     | D     | 3–0        | 3–1        | 3–2        | 2–3        | 1–3        | 0–3        | V    | P    | R     | V      | P      | R      |
| --- | -------------------- | --- | ----- | ----- | ----- | ---------- | ---------- | ---------- | ---------- | ---------- | ---------- | ---- | ---- | ----- | ------ | ------ | ------ |
| 1   | Itália               | 9   | 3     | 3     | 0     | 2          | 1          | 0          | 0          | 0          | 0          | 9    | 1    | 9,000 | 253    | 199    | 1.271  |
| 2   | Turquia              | 5   | 3     | 2     | 1     | 0          | 1          | 1          | 0          | 0          | 1          | 6    | 6    | 1,000 | 250    | 262    | 0.954  |
| 3   | República Dominicana | 3   | 3     | 1     | 2     | 0          | 1          | 0          | 0          | 2          | 0          | 5    | 7    | 0.714 | 264    | 284    | 0.930  |
| 4   | Países Baixos        | 1   | 3     | 0     | 3     | 0          | 0          | 0          | 1          | 1          | 1          | 3    | 9    | 0.333 | 260    | 282    | 0.922  |

| 28 de julho 09:00 Relatório: Relatório Estatísticas | Itália | 3 – 1 | República Dominicana | Arena 1 Paris Sul, Paris Público: 9 368 Árbitro(s): TUR Nurper Özbar BRA Angela Grass |
| 28 de julho 09:00 Relatório: Relatório Estatísticas | 25     | Set 1 | 19                   | Arena 1 Paris Sul, Paris Público: 9 368 Árbitro(s): TUR Nurper Özbar BRA Angela Grass |
| 28 de julho 09:00 Relatório: Relatório Estatísticas | 24     | Set 2 | 26                   | Arena 1 Paris Sul, Paris Público: 9 368 Árbitro(s): TUR Nurper Özbar BRA Angela Grass |
| 28 de julho 09:00 Relatório: Relatório Estatísticas | 25     | Set 3 | 21                   | Arena 1 Paris Sul, Paris Público: 9 368 Árbitro(s): TUR Nurper Özbar BRA Angela Grass |
| 28 de julho 09:00 Relatório: Relatório Estatísticas | 25     | Set 4 | 18                   | Arena 1 Paris Sul, Paris Público: 9 368 Árbitro(s): TUR Nurper Özbar BRA Angela Grass |
| 28 de julho 09:00 Relatório: Relatório Estatísticas | Set 5  |       |                      | Arena 1 Paris Sul, Paris Público: 9 368 Árbitro(s): TUR Nurper Özbar BRA Angela Grass |

| 29 de julho 09:00 Relatório: Relatório Estatísticas | Turquia | 3 – 2 | Países Baixos | Arena 1 Paris Sul, Paris Público: 9 471 Árbitro(s): DOM Denny Cespedes ITA Stefano Cesare |
| 29 de julho 09:00 Relatório: Relatório Estatísticas | 19      | Set 1 | 25            | Arena 1 Paris Sul, Paris Público: 9 471 Árbitro(s): DOM Denny Cespedes ITA Stefano Cesare |
| 29 de julho 09:00 Relatório: Relatório Estatísticas | 19      | Set 2 | 25            | Arena 1 Paris Sul, Paris Público: 9 471 Árbitro(s): DOM Denny Cespedes ITA Stefano Cesare |
| 29 de julho 09:00 Relatório: Relatório Estatísticas | 25      | Set 3 | 22            | Arena 1 Paris Sul, Paris Público: 9 471 Árbitro(s): DOM Denny Cespedes ITA Stefano Cesare |
| 29 de julho 09:00 Relatório: Relatório Estatísticas | 25      | Set 4 | 22            | Arena 1 Paris Sul, Paris Público: 9 471 Árbitro(s): DOM Denny Cespedes ITA Stefano Cesare |
| 29 de julho 09:00 Relatório: Relatório Estatísticas | 15      | Set 5 | 13            | Arena 1 Paris Sul, Paris Público: 9 471 Árbitro(s): DOM Denny Cespedes ITA Stefano Cesare |

| 1 de agosto 09:00 Relatório: Relatório Estatísticas | Turquia | 3 – 1 | República Dominicana | Arena 1 Paris Sul, Paris Público: 9 465 Árbitro(s): ARG Karina Rene DOM Denny Cespedes |
| 1 de agosto 09:00 Relatório: Relatório Estatísticas | 21      | Set 1 | 25                   | Arena 1 Paris Sul, Paris Público: 9 465 Árbitro(s): ARG Karina Rene DOM Denny Cespedes |
| 1 de agosto 09:00 Relatório: Relatório Estatísticas | 25      | Set 2 | 18                   | Arena 1 Paris Sul, Paris Público: 9 465 Árbitro(s): ARG Karina Rene DOM Denny Cespedes |
| 1 de agosto 09:00 Relatório: Relatório Estatísticas | 25      | Set 3 | 22                   | Arena 1 Paris Sul, Paris Público: 9 465 Árbitro(s): ARG Karina Rene DOM Denny Cespedes |
| 1 de agosto 09:00 Relatório: Relatório Estatísticas | 25      | Set 4 | 15                   | Arena 1 Paris Sul, Paris Público: 9 465 Árbitro(s): ARG Karina Rene DOM Denny Cespedes |
| 1 de agosto 09:00 Relatório: Relatório Estatísticas | Set 5   |       |                      | Arena 1 Paris Sul, Paris Público: 9 465 Árbitro(s): ARG Karina Rene DOM Denny Cespedes |

| 1 de agosto 17:00 Relatório: Relatório Estatísticas | Itália | 3 – 0 | Países Baixos | Arena 1 Paris Sul, Paris Público: 9 400 Árbitro(s): BRA Angela Grass JPN Sumie Myoi |
| 1 de agosto 17:00 Relatório: Relatório Estatísticas | 29     | Set 1 | 27            | Arena 1 Paris Sul, Paris Público: 9 400 Árbitro(s): BRA Angela Grass JPN Sumie Myoi |
| 1 de agosto 17:00 Relatório: Relatório Estatísticas | 25     | Set 2 | 18            | Arena 1 Paris Sul, Paris Público: 9 400 Árbitro(s): BRA Angela Grass JPN Sumie Myoi |
| 1 de agosto 17:00 Relatório: Relatório Estatísticas | 25     | Set 3 | 19            | Arena 1 Paris Sul, Paris Público: 9 400 Árbitro(s): BRA Angela Grass JPN Sumie Myoi |
| 1 de agosto 17:00 Relatório: Relatório Estatísticas | Set 4  |       |               | Arena 1 Paris Sul, Paris Público: 9 400 Árbitro(s): BRA Angela Grass JPN Sumie Myoi |
| 1 de agosto 17:00 Relatório: Relatório Estatísticas | Set 5  |       |               | Arena 1 Paris Sul, Paris Público: 9 400 Árbitro(s): BRA Angela Grass JPN Sumie Myoi |

| 3 de agosto 09:00 Relatório: Relatório Estatísticas | Países Baixos | 1 – 3 | República Dominicana | Arena 1 Paris Sul, Paris Público: 9 433 Árbitro(s): CAN Scott Dziewirz BUL Ivaylo Ivanov |
| 3 de agosto 09:00 Relatório: Relatório Estatísticas | 25            | Set 1 | 22                   | Arena 1 Paris Sul, Paris Público: 9 433 Árbitro(s): CAN Scott Dziewirz BUL Ivaylo Ivanov |
| 3 de agosto 09:00 Relatório: Relatório Estatísticas | 21            | Set 2 | 25                   | Arena 1 Paris Sul, Paris Público: 9 433 Árbitro(s): CAN Scott Dziewirz BUL Ivaylo Ivanov |
| 3 de agosto 09:00 Relatório: Relatório Estatísticas | 17            | Set 3 | 25                   | Arena 1 Paris Sul, Paris Público: 9 433 Árbitro(s): CAN Scott Dziewirz BUL Ivaylo Ivanov |
| 3 de agosto 09:00 Relatório: Relatório Estatísticas | 26            | Set 4 | 28                   | Arena 1 Paris Sul, Paris Público: 9 433 Árbitro(s): CAN Scott Dziewirz BUL Ivaylo Ivanov |
| 3 de agosto 09:00 Relatório: Relatório Estatísticas | Set 5         |       |                      | Arena 1 Paris Sul, Paris Público: 9 433 Árbitro(s): CAN Scott Dziewirz BUL Ivaylo Ivanov |

| 4 de agosto 09:00 Relatório: Relatório Estatísticas | Itália | 3 – 0 | Turquia | Arena 1 Paris Sul, Paris Público: 9 384 Árbitro(s): JPN Sumie Myoi UAE Hamid Al-Rousi |
| 4 de agosto 09:00 Relatório: Relatório Estatísticas | 25     | Set 1 | 14      | Arena 1 Paris Sul, Paris Público: 9 384 Árbitro(s): JPN Sumie Myoi UAE Hamid Al-Rousi |
| 4 de agosto 09:00 Relatório: Relatório Estatísticas | 25     | Set 2 | 16      | Arena 1 Paris Sul, Paris Público: 9 384 Árbitro(s): JPN Sumie Myoi UAE Hamid Al-Rousi |
| 4 de agosto 09:00 Relatório: Relatório Estatísticas | 25     | Set 3 | 21      | Arena 1 Paris Sul, Paris Público: 9 384 Árbitro(s): JPN Sumie Myoi UAE Hamid Al-Rousi |
| 4 de agosto 09:00 Relatório: Relatório Estatísticas | Set 4  |       |         | Arena 1 Paris Sul, Paris Público: 9 384 Árbitro(s): JPN Sumie Myoi UAE Hamid Al-Rousi |
| 4 de agosto 09:00 Relatório: Relatório Estatísticas | Set 5  |       |         | Arena 1 Paris Sul, Paris Público: 9 384 Árbitro(s): JPN Sumie Myoi UAE Hamid Al-Rousi |

## Fase final

### Chaveamento
|  | Quartas de final       | Quartas de final |                |   | Semifinais        | Semifinais        |  |  | Final | Final |
|  |                        |                  |                |   |                   |                   |  |  |       |       |
|  | 6 de agosto            |                  |                |   |                   |                   |  |  |       |       |
|  |                        |                  |                |   |                   |                   |  |  |       |       |
|  | 1 Brasil               | 3                |                |   |                   |                   |  |  |       |       |
|  | 1 Brasil               | 3                | 8 de agosto    |   |                   |                   |  |  |       |       |
|  | 8 República Dominicana | 0                |                |   |                   |                   |  |  |       |       |
|  | 8 República Dominicana | 0                | Brasil         | 2 |                   |                   |  |  |       |       |
|  | 6 de agosto            |                  | Brasil         | 2 |                   |                   |  |  |       |       |
|  |                        | Estados Unidos   | 3              |   |                   |                   |  |  |       |       |
|  | 4 Estados Unidos       | Estados Unidos   | 3              | 3 |                   |                   |  |  |       |       |
|  | 4 Estados Unidos       |                  | 11 de agosto   | 3 |                   |                   |  |  |       |       |
|  | 5 Polônia              | 0                |                |   |                   |                   |  |  |       |       |
|  | 5 Polônia              | 0                | Estados Unidos | 0 |                   |                   |  |  |       |       |
|  | 6 de agosto            |                  | Estados Unidos | 0 |                   |                   |  |  |       |       |
|  |                        | Itália           | 3              |   |                   |                   |  |  |       |       |
|  | 3 China                | Itália           | 3              | 2 |                   |                   |  |  |       |       |
|  | 3 China                | 8 de agosto      |                | 2 |                   |                   |  |  |       |       |
|  | 6 Turquia              | 3                |                |   |                   |                   |  |  |       |       |
|  | 6 Turquia              | 3                | Turquia        | 0 |                   |                   |  |  |       |       |
|  | 6 de agosto            |                  | Turquia        | 0 |                   |                   |  |  |       |       |
|  |                        | Itália           | 3              |   | Medalha de bronze | Medalha de bronze |  |  |       |       |
|  | 2 Itália               | Itália           | 3              | 3 | Medalha de bronze | Medalha de bronze |  |  |       |       |
|  | 2 Itália               |                  | 10 de agosto   | 3 |                   |                   |  |  |       |       |
|  | 7 Sérvia               | 0                |                |   |                   |                   |  |  |       |       |
|  | 7 Sérvia               | 0                | Brasil         | 3 |                   |                   |  |  |       |       |
|  |                        |                  |                |   |                   |                   |  |  |       |       |
|  | Turquia                | 1                |                |   |                   |                   |  |  |       |       |
|  | Turquia                | 1                |                |   |                   |                   |  |  |       |       |

### Quartas de final
| 6 de agosto 09:00 Relatório: Relatório Estatísticas | China | 2 – 3 | Turquia | Arena 1 Paris Sul, Paris Público: 9 271 Árbitro(s): CAN Scott Dziewirz UAE Hamid Al-Rousi |
| 6 de agosto 09:00 Relatório: Relatório Estatísticas | 25    | Set 1 | 23      | Arena 1 Paris Sul, Paris Público: 9 271 Árbitro(s): CAN Scott Dziewirz UAE Hamid Al-Rousi |
| 6 de agosto 09:00 Relatório: Relatório Estatísticas | 21    | Set 2 | 25      | Arena 1 Paris Sul, Paris Público: 9 271 Árbitro(s): CAN Scott Dziewirz UAE Hamid Al-Rousi |
| 6 de agosto 09:00 Relatório: Relatório Estatísticas | 24    | Set 3 | 26      | Arena 1 Paris Sul, Paris Público: 9 271 Árbitro(s): CAN Scott Dziewirz UAE Hamid Al-Rousi |
| 6 de agosto 09:00 Relatório: Relatório Estatísticas | 25    | Set 4 | 21      | Arena 1 Paris Sul, Paris Público: 9 271 Árbitro(s): CAN Scott Dziewirz UAE Hamid Al-Rousi |
| 6 de agosto 09:00 Relatório: Relatório Estatísticas | 12    | Set 5 | 15      | Arena 1 Paris Sul, Paris Público: 9 271 Árbitro(s): CAN Scott Dziewirz UAE Hamid Al-Rousi |

| 6 de agosto 13:00 Relatório: Relatório Estatísticas | Brasil | 3 – 0 | República Dominicana | Arena 1 Paris Sul, Paris Público: 9 315 Árbitro(s): JPN Sumie Myoi ITA Stefano Cesare |
| 6 de agosto 13:00 Relatório: Relatório Estatísticas | 25     | Set 1 | 22                   | Arena 1 Paris Sul, Paris Público: 9 315 Árbitro(s): JPN Sumie Myoi ITA Stefano Cesare |
| 6 de agosto 13:00 Relatório: Relatório Estatísticas | 25     | Set 2 | 13                   | Arena 1 Paris Sul, Paris Público: 9 315 Árbitro(s): JPN Sumie Myoi ITA Stefano Cesare |
| 6 de agosto 13:00 Relatório: Relatório Estatísticas | 25     | Set 3 | 17                   | Arena 1 Paris Sul, Paris Público: 9 315 Árbitro(s): JPN Sumie Myoi ITA Stefano Cesare |
| 6 de agosto 13:00 Relatório: Relatório Estatísticas | Set 4  |       |                      | Arena 1 Paris Sul, Paris Público: 9 315 Árbitro(s): JPN Sumie Myoi ITA Stefano Cesare |
| 6 de agosto 13:00 Relatório: Relatório Estatísticas | Set 5  |       |                      | Arena 1 Paris Sul, Paris Público: 9 315 Árbitro(s): JPN Sumie Myoi ITA Stefano Cesare |

| 6 de agosto 17:00 Relatório: Relatório Estatísticas | Estados Unidos | 3 – 0 | Polônia | Arena 1 Paris Sul, Paris Público: 9 244 Árbitro(s): ARG Karina Rene SUI Vladimir Simonović |
| 6 de agosto 17:00 Relatório: Relatório Estatísticas | 25             | Set 1 | 22      | Arena 1 Paris Sul, Paris Público: 9 244 Árbitro(s): ARG Karina Rene SUI Vladimir Simonović |
| 6 de agosto 17:00 Relatório: Relatório Estatísticas | 25             | Set 2 | 14      | Arena 1 Paris Sul, Paris Público: 9 244 Árbitro(s): ARG Karina Rene SUI Vladimir Simonović |
| 6 de agosto 17:00 Relatório: Relatório Estatísticas | 25             | Set 3 | 20      | Arena 1 Paris Sul, Paris Público: 9 244 Árbitro(s): ARG Karina Rene SUI Vladimir Simonović |
| 6 de agosto 17:00 Relatório: Relatório Estatísticas | Set 4          |       |         | Arena 1 Paris Sul, Paris Público: 9 244 Árbitro(s): ARG Karina Rene SUI Vladimir Simonović |
| 6 de agosto 17:00 Relatório: Relatório Estatísticas | Set 5          |       |         | Arena 1 Paris Sul, Paris Público: 9 244 Árbitro(s): ARG Karina Rene SUI Vladimir Simonović |

| 6 de agosto 21:00 Relatório: Relatório Estatísticas | Itália | 3 – 0 | Sérvia | Arena 1 Paris Sul, Paris Público: 9 253 Árbitro(s): FRA Fabrice Collados GRE Epaminondas Gerothodoros |
| 6 de agosto 21:00 Relatório: Relatório Estatísticas | 26     | Set 1 | 24     | Arena 1 Paris Sul, Paris Público: 9 253 Árbitro(s): FRA Fabrice Collados GRE Epaminondas Gerothodoros |
| 6 de agosto 21:00 Relatório: Relatório Estatísticas | 25     | Set 2 | 20     | Arena 1 Paris Sul, Paris Público: 9 253 Árbitro(s): FRA Fabrice Collados GRE Epaminondas Gerothodoros |
| 6 de agosto 21:00 Relatório: Relatório Estatísticas | 25     | Set 3 | 20     | Arena 1 Paris Sul, Paris Público: 9 253 Árbitro(s): FRA Fabrice Collados GRE Epaminondas Gerothodoros |
| 6 de agosto 21:00 Relatório: Relatório Estatísticas | Set 4  |       |        | Arena 1 Paris Sul, Paris Público: 9 253 Árbitro(s): FRA Fabrice Collados GRE Epaminondas Gerothodoros |
| 6 de agosto 21:00 Relatório: Relatório Estatísticas | Set 5  |       |        | Arena 1 Paris Sul, Paris Público: 9 253 Árbitro(s): FRA Fabrice Collados GRE Epaminondas Gerothodoros |

### Semifinais
| 8 de agosto 16:00 Relatório: Relatório Estatísticas | Brasil | 2 – 3 | Estados Unidos | Arena 1 Paris Sul, Paris Público: 9 253 Árbitro(s): SVK Juraj Mokrý ARG Karina Rene |
| 8 de agosto 16:00 Relatório: Relatório Estatísticas | 23     | Set 1 | 25             | Arena 1 Paris Sul, Paris Público: 9 253 Árbitro(s): SVK Juraj Mokrý ARG Karina Rene |
| 8 de agosto 16:00 Relatório: Relatório Estatísticas | 25     | Set 2 | 18             | Arena 1 Paris Sul, Paris Público: 9 253 Árbitro(s): SVK Juraj Mokrý ARG Karina Rene |
| 8 de agosto 16:00 Relatório: Relatório Estatísticas | 15     | Set 3 | 25             | Arena 1 Paris Sul, Paris Público: 9 253 Árbitro(s): SVK Juraj Mokrý ARG Karina Rene |
| 8 de agosto 16:00 Relatório: Relatório Estatísticas | 25     | Set 4 | 23             | Arena 1 Paris Sul, Paris Público: 9 253 Árbitro(s): SVK Juraj Mokrý ARG Karina Rene |
| 8 de agosto 16:00 Relatório: Relatório Estatísticas | 11     | Set 5 | 15             | Arena 1 Paris Sul, Paris Público: 9 253 Árbitro(s): SVK Juraj Mokrý ARG Karina Rene |

| 8 de agosto 20:00 Relatório: Relatório Estatísticas | Turquia | 0 – 3 | Itália | Arena 1 Paris Sul, Paris Público: 9 309 Árbitro(s): POL Wojciech Maroszek JPN Sumie Myoi |
| 8 de agosto 20:00 Relatório: Relatório Estatísticas | 22      | Set 1 | 25     | Arena 1 Paris Sul, Paris Público: 9 309 Árbitro(s): POL Wojciech Maroszek JPN Sumie Myoi |
| 8 de agosto 20:00 Relatório: Relatório Estatísticas | 19      | Set 2 | 25     | Arena 1 Paris Sul, Paris Público: 9 309 Árbitro(s): POL Wojciech Maroszek JPN Sumie Myoi |
| 8 de agosto 20:00 Relatório: Relatório Estatísticas | 22      | Set 3 | 25     | Arena 1 Paris Sul, Paris Público: 9 309 Árbitro(s): POL Wojciech Maroszek JPN Sumie Myoi |
| 8 de agosto 20:00 Relatório: Relatório Estatísticas | Set 4   |       |        | Arena 1 Paris Sul, Paris Público: 9 309 Árbitro(s): POL Wojciech Maroszek JPN Sumie Myoi |
| 8 de agosto 20:00 Relatório: Relatório Estatísticas | Set 5   |       |        | Arena 1 Paris Sul, Paris Público: 9 309 Árbitro(s): POL Wojciech Maroszek JPN Sumie Myoi |

### Disputa pelo bronze
| 10 de agosto 17:15 Relatório: Relatório Estatísticas | Brasil | 3 – 1 | Turquia | Arena 1 Paris Sul, Paris Público: 9 151 Árbitro(s): JPN Sumie Myoi ARG Karina Rene |
| 10 de agosto 17:15 Relatório: Relatório Estatísticas | 25     | Set 1 | 21      | Arena 1 Paris Sul, Paris Público: 9 151 Árbitro(s): JPN Sumie Myoi ARG Karina Rene |
| 10 de agosto 17:15 Relatório: Relatório Estatísticas | 27     | Set 2 | 25      | Arena 1 Paris Sul, Paris Público: 9 151 Árbitro(s): JPN Sumie Myoi ARG Karina Rene |
| 10 de agosto 17:15 Relatório: Relatório Estatísticas | 22     | Set 3 | 25      | Arena 1 Paris Sul, Paris Público: 9 151 Árbitro(s): JPN Sumie Myoi ARG Karina Rene |
| 10 de agosto 17:15 Relatório: Relatório Estatísticas | 25     | Set 4 | 15      | Arena 1 Paris Sul, Paris Público: 9 151 Árbitro(s): JPN Sumie Myoi ARG Karina Rene |
| 10 de agosto 17:15 Relatório: Relatório Estatísticas | Set 5  |       |         | Arena 1 Paris Sul, Paris Público: 9 151 Árbitro(s): JPN Sumie Myoi ARG Karina Rene |

### Final
| 11 de agosto 13:00 Relatório: Relatório Estatísticas | Estados Unidos | 0 – 3 | Itália | Arena 1 Paris Sul, Paris Público: 9 340 Árbitro(s): FRA Fabrice Collados POL Wojciech Maroszek |
| 11 de agosto 13:00 Relatório: Relatório Estatísticas | 18             | Set 1 | 25     | Arena 1 Paris Sul, Paris Público: 9 340 Árbitro(s): FRA Fabrice Collados POL Wojciech Maroszek |
| 11 de agosto 13:00 Relatório: Relatório Estatísticas | 20             | Set 2 | 25     | Arena 1 Paris Sul, Paris Público: 9 340 Árbitro(s): FRA Fabrice Collados POL Wojciech Maroszek |
| 11 de agosto 13:00 Relatório: Relatório Estatísticas | 17             | Set 3 | 25     | Arena 1 Paris Sul, Paris Público: 9 340 Árbitro(s): FRA Fabrice Collados POL Wojciech Maroszek |
| 11 de agosto 13:00 Relatório: Relatório Estatísticas | Set 4          |       |        | Arena 1 Paris Sul, Paris Público: 9 340 Árbitro(s): FRA Fabrice Collados POL Wojciech Maroszek |
| 11 de agosto 13:00 Relatório: Relatório Estatísticas | Set 5          |       |        | Arena 1 Paris Sul, Paris Público: 9 340 Árbitro(s): FRA Fabrice Collados POL Wojciech Maroszek |

## Classificação final
| Pos.              | Seleção              |
| ----------------- | -------------------- |
| Medalha de ouro   | Itália               |
| Medalha de prata  | Estados Unidos       |
| Medalha de bronze | Brasil               |
| 4                 | Turquia              |
| 5                 | China                |
| 6                 | Polônia              |
| 7                 | Sérvia               |
| 8                 | República Dominicana |
| 9                 | Japão                |
| 10                | Países Baixos        |
| 11                | França               |
| 12                | Quênia               |

### Seleção do torneio
| Posição            | Jogadora          |
| ------------------ | ----------------- |
| Melhor levantadora | Alessia Orro      |
| Melhores ponteiras | Myriam Sylla      |
| Melhores ponteiras | Gabi Guimarães    |
| Melhores centrais  | Chiaka Ogbogu     |
| Melhores centrais  | Anna Danesi       |
| Melhor oposta      | Paola Egonu       |
| Melhor líbero      | Monica De Gennaro |
| MVP                | Paola Egonu       |